# Burg Lichtenberg (Sachsen)

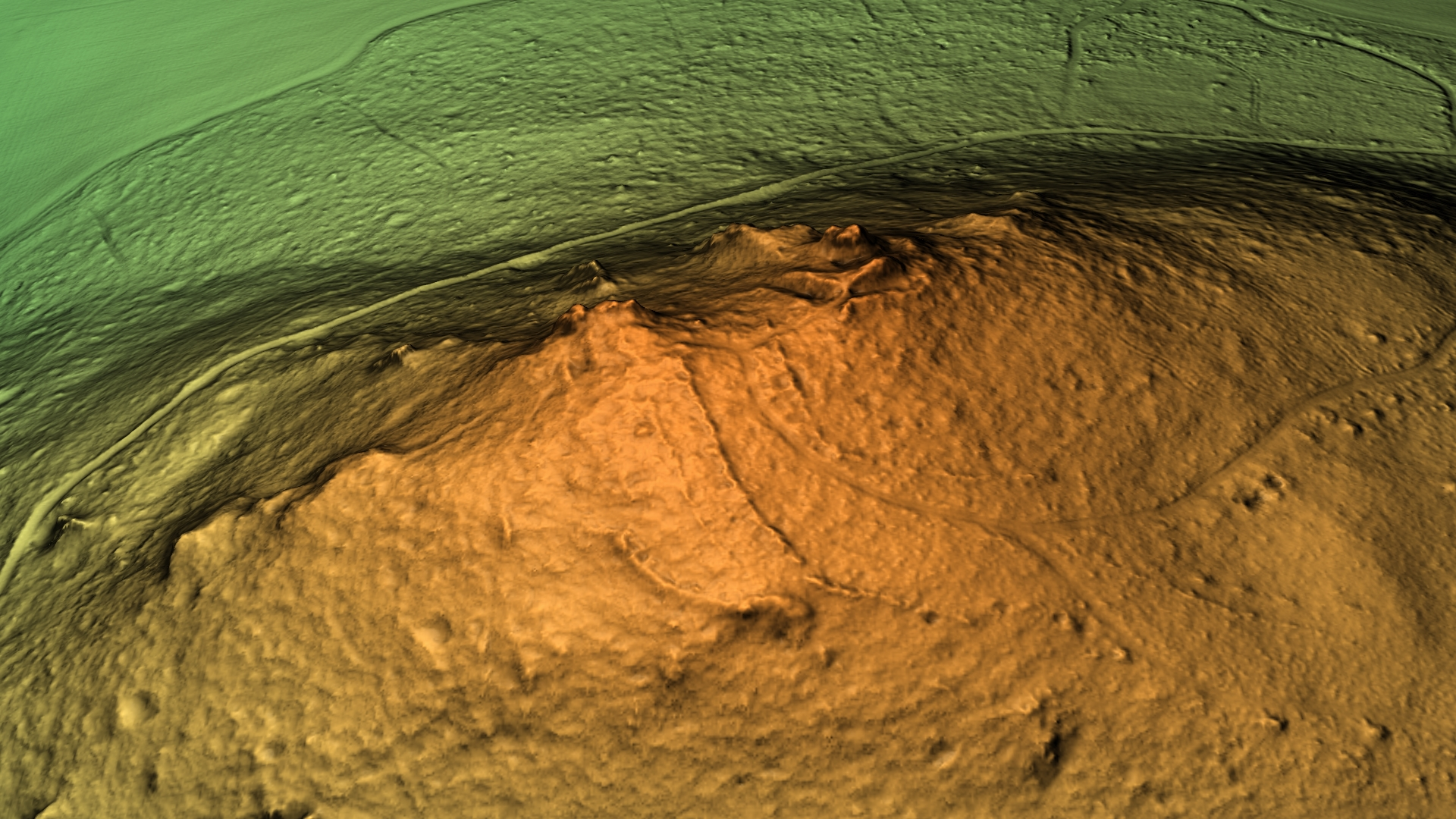
3D-Ansicht des digitalen Geländemodells

Die Burg Lichtenberg oder auch der Burgberg ist ein Burgstall einer mittelalterlichen Höhenburg beim gleichnamigen Kernort der Gemeinde Lichtenberg im Erzgebirge, Landkreis Mittelsachsen (Sachsen). Die Anlage stammt vermutlich aus dem 14. Jahrhundert.

## Geographische Lage
Der Burgstall befindet sich innerhalb des Naturparks Erzgebirge/Vogtland (direkt südlich der nördlichen Parkgrenze) südöstlich oberhalb des Dorfs Lichtenberg. Er liegt auf dem markanten Berggipfel des Burgbergs (621,4 m ü. NN), dessen Landschaft nach Süden und Westen zur 1966 bis 1975 errichteten und von der Gimmlitz durchflossenen Talsperre Lichtenberg abfällt.

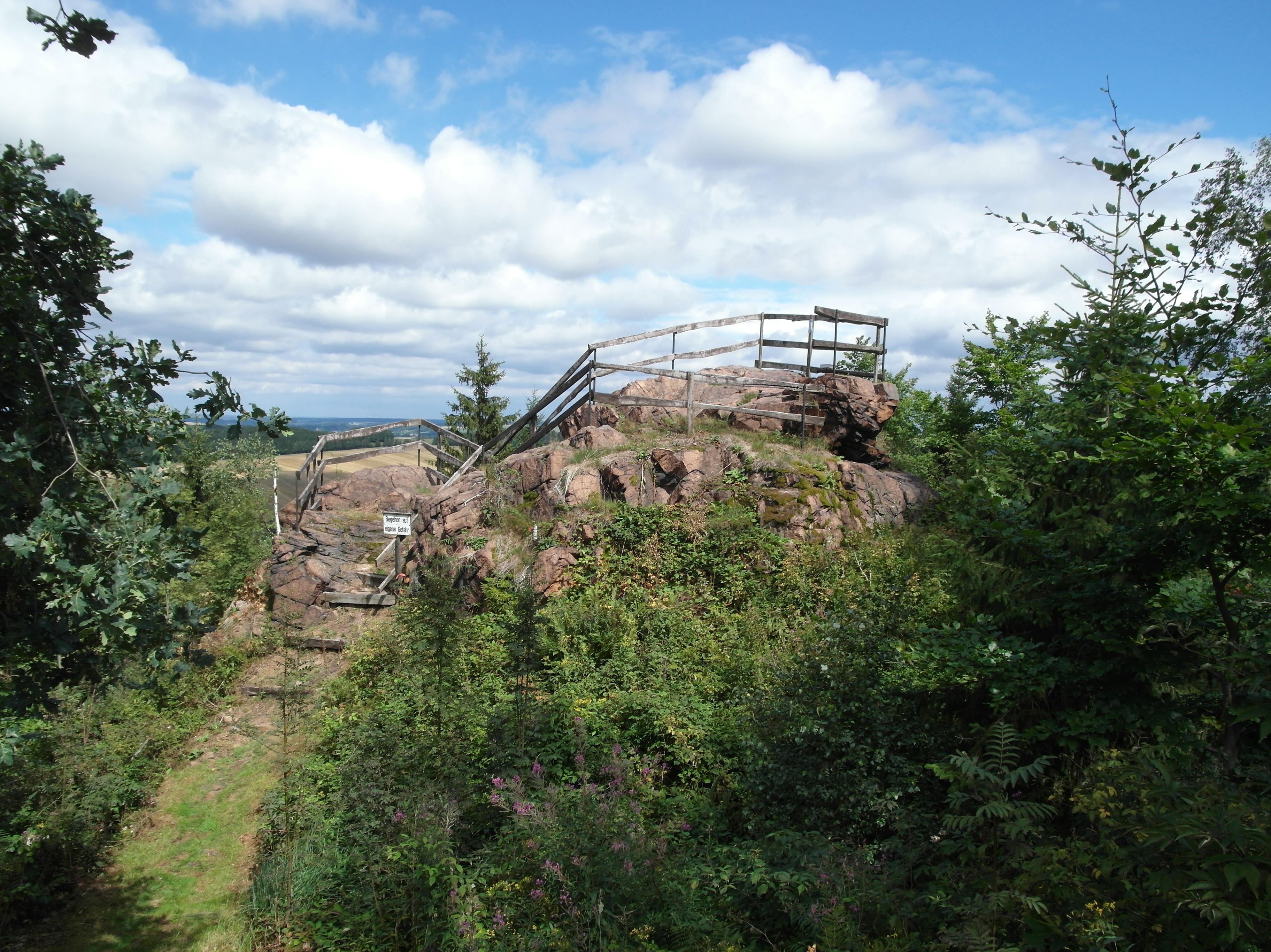
Ehem. Höhenburg Lichtenberg/Erzgeb.

## Beschreibung
Aufgrund der Lage des Kernwerkes auf einer Felsklippe kann die Wehranlage zu den Spornburgen gezählt werden. Das Kernwerk hat eine unregelmäßig rundliche Form in einer Ausdehnung von etwa 10 mal 12 Metern. Vor diesem verlaufen jeweils zwei Abschnittsgräben und -wälle von Südwesten über die Südseite nach Südosten. Die Gräben haben eine Breite von etwa 10 bis 12 Metern und liegen maximal 7 Meter tiefer als das Kernwerksplateau. Die Abschnittswälle weisen eine Breite von 3 bis 4 Metern auf und sind in ihrer Mitte bis zu 5 Meter hoch und zu ihren beiderseitigen Enden in der Höhe abfallend.
An das Kernwerk schließt sich an der Nordseite ein etwa 8 Meter tiefer liegendes Plateau von etwa 25 mal 15 Metern an.
Von den Bauten des Kernwerkes lässt sich heute nichts mehr ausmachen. Die Wall- und Grabenanlagen sind erhalten geblieben und stehen seit 1976 unter Bodendenkmalschutz.

## Aussichtsmöglichkeit
Auf den Burgberg führt ein gelb markierter Wanderweg. Von einem Felsen nördlich des Gipfels hat man Aussicht auf den Ort Lichtenberg, Freiberg, den Tharandter Wald, Friedersdorf und Burkersdorf.